# 吉村龍太
吉村 龍太（よしむら りゅうた、1973年11月8日 - ）は、日本の作曲家、編曲家、シンセサイザー奏者、音楽監督。埼玉県出身。妻はヴァイオリニストの吉田恭子、娘はヴァイオリニストの吉村妃鞠、歌手のKOKIAは義理の妹にあたる。

## 概要
小学生時からシンセサイザーの神童としてテレビラジオ等で話題となる。桐朋中学校・高等学校音楽科作曲理論学科作曲専攻卒業、桐朋学園大学音楽学部作曲理論学科作曲専攻を卒業。15歳時でシンセサイザーでプロ演奏家としてデビュー。演奏家としては宇多田ヒカル、TUBEなどでシンセサイザー奏者を務めた。作曲家として、映画やドラマのサウンドトラックを多数手がけ作品数は1000を超えると言う。音楽監督として参加した「RAILWAYS 49歳で電車の運転士になった男の物語」にカメオ出演している。

## 代表作品
- 映画「RAILWAYS」オリジナル・サウンドトラック[3]
- 映画「早咲きの花」オリジナル・サウンドトラック[4]
- 及川光博/パンチドランク・ラヴ[5]